# Exsudaat
Een exsudaat (Latijn: ex-sūdāre, uit-zweten) of wondvocht is een vloeistof die vanuit het vaatstelsel van een organisme, soms via een wond of een ontsteking, lekt naar de buitenwereld of naar een lichaamsholte.
Dit kan zowel betrekking hebben op dieren als op planten.

## Samenstelling
De samenstelling van exsudaat kan zeer uiteenlopend zijn. Het bevat water en daarin opgeloste stoffen, cellen of resten van cellen.
In het geval van bloed kan het gaan om bloedplasma, bloedcellen en/of bloedplaatjes.
Exsudaat kan helder vloeibaar zijn maar ook bloederig of pussend.

## Functie
Bij planten kan exsudaat de functie hebben om schadelijke insecten of concurrerende planten te verjagen.
Bij dieren is een belangrijke functie om ongezond weefsel, afbraakproducten en mogelijk schadelijke stoffen af te voeren. Een andere functie kan zijn om een wond te bedekken en vochtig te houden, zodat daarin het genezingsproces kan plaatsvinden.
Vaak heeft exsudaat echter geen nuttige functie maar geeft het eerder nadelige effecten. Zo kan exsudaat in de pleuraholte zoveel ruimte innemen dat de longen zich niet voldoende kunnen ontplooien en de patiënt benauwd wordt. Nog gevaarlijker is exsudaat in het pericard, waardoor het hart in de knel komt.

## Typen exsudaat
- Purulent of suppuratief exsudaat bestaat uit plasma met actieve en dode neutrofiele granulocyten, fibrinogeen, en afgestorven parenchymcellen. Dit soort exsudaat komt voor bij ernstige infecties en wordt meestal pus genoemd.
- Fibrineus exsudaat bestaat voornamelijk uit fibrinogeen en fibrine.
- Catarrhaal exsudaat komt vooral voor in het keel/neusgebied en bevat veel slijm. Dit is wat men doorgaans snot noemt.
- Sereus exsudaat (soms ook wel sereus transsudaat genoemd) komt voor bij milde ontstekingen. Het bevat weinig eiwitten. De samenstelling heeft overeenkomst met serum en wordt onder andere gezien bij tuberculose.
- Maligne exsudaat is exsudaat dat ontstaat bij tumoren en bevat kankercellen. Pleura-exsudaat is in 25-50% van de gevallen het gevolg van een kwaadaardige aandoening.

## Onderscheid tussen exsudaat en transsudaat
Ofschoon zowel exsudaten als transsudaten uittredend vocht zijn, met daarin opgelost materiaal, is het ontstaansmechanisme heel anders: een exsudaat ontstaat door een plaatselijke oorzaak, zoals een ontsteking. Een transsudaat ontstaat door oorzaken elders, zoals verschillen in hydrostatische druk of osmotische druk. Transsudaten bevatten daardoor veel minder eiwit. Datzelfde geldt ook voor de stof LDH. Die eigenschappen worden ook in de diagnostiek gebruikt: als een vloeistof meer dan 20 g/l eiwit bevat of de dichtheid is meer dan 1,012 kg/L, dan is het waarschijnlijk exsudaat; beneden die grenzen is het waarschijnlijk transsudaat. Voor een bepaling met LDH wordt aangehouden dat bij een LDH-activiteit van meer dan 60% van die in het serum of bij meer dan 200 U/L, er sprake is van exsudaat. Nog een test om beiden te onderscheiden is de Rivaltatest, waarbij wat te testen vloeistof in verdund azijnzuur wordt gedruppeld. Als deze druppel oplost en de oplossing helder blijft is de test negatief (transsudaat); als de druppel zichtbaar blijft dan is de test positief (exsudaat).
(Bovenstaande is van toepassing op dieren; niet op planten of andere levensvormen.)
|                                               | Transsudaat                              | Exsudaat                                    |
| --------------------------------------------- | ---------------------------------------- | ------------------------------------------- |
| Oorzaken                                      | ↑ Hydrostatische druk, ↓ osmotische druk | verhoogde vaatpermeabiliteit bij ontsteking |
| Uiterlijk                                     | Helder                                   | Troebel                                     |
| Dichtheid                                     | < 1,012                                  | > 1,020                                     |
| Eiwit                                         | < 2,5 g/dL                               | > 2,9 g/dL                                  |
| Eiwit in vloeistof/ eiwit in serum            | < 0,5                                    | > 0,5                                       |
| Albumine in het bloed / albumine in het serum | > 1,2 g/dL                               | < 1,2 g/dL                                  |
| LDH in vloeistof / LDH in het serum           | < 0,6 of < ⅔                             | > 0,6 of > ⅔                                |
| Cholesterol                                   | < 45 mg/dL                               | > 45 mg/dL                                  |